# 斯韦莎·文卡泰什
斯韦莎·文卡泰什（英語：Svetha Venkatesh），澳大利亚印度裔计算机科学家、迪肯大学教授。

## 生平
早年就读于印度理工学院并获学士与硕士学位。后赴澳大利亚定居，获西澳大学计算机博士学位。目前她是迪肯大学模式识别与数据分析中心（Centre for Pattern Recognition and Data Analytics，简称PRaDA）主任，也是学校的阿尔弗雷德·迪肯教授。
文卡泰什以其在大规模模式识别领域的研究而闻名。她于2006年当选澳大利亚工程院院士，2017年获澳大利亚荣誉教授（Laureate Fellow）头衔。
她的儿子阿克沙伊·文卡泰什是著名数学家、2018年菲尔兹奖得主。